# Jack Szostak
Pour les articles homonymes, voir Szostak.
Jack W. Szostak, né le 9 novembre 1952 à Londres, est un biologiste moléculaire américain. Il est corécipiendaire avec Elizabeth Blackburn et Carol Greider du prix Nobel de physiologie ou médecine 2009 pour la mise en évidence de la télomérase.

## Apports scientifiques
Jack Szostak découvre dans les années 1980 les télomères, séquences d'ADN présentes à l'extrémité des chromosomes et régulant par leur longueur, la stabilité de ceux-ci. Ces recherches sont récompensées par le prix Lasker et le prix Nobel de physiologie ou médecine. À la fin des années 1980, il oriente son travail sur les mécanismes d'action des ARN catalytiques. Il a développé la technique de l'évolution in vitro de l'ARN[Quoi ?] (technique souvent surnommée SELEX et développée en même temps dans les laboratoires de Larry Gold et Gerald Joyce), avec laquelle il a isolé plusieurs enzymes participant à la régulation des ARN, notamment la ligase de classe I, identifiée en 1994.
Dans les années 2000, Il décide de travailler à l'élaboration de la première protocellule complètement artificielle, en se focalisant sur la génération de membranes cellulaires capable de croissance et de division et la synthèse de matériel génétique pouvant se répliquer à l'intérieur de ces membranes.